# Zespół Münchhausena
Zespół Münchhausena – choroba z grupy zaburzeń pozorowanych polegająca na wywoływaniu u siebie objawów somatycznych w celu wymuszenia na personelu medycznym hospitalizacji. Pacjenci domagają się operacji chirurgicznych, aby doprowadzić do deformacji zdrowego organizmu. Zespół występuje u osób, które mają zaburzenia osobowości, zwłaszcza w psychopatii, oraz osób z tendencjami masochistycznymi lub obsesyjnymi. Celem zachowania jest wejście w rolę chorego. Zachowanie to często wiąże się ze znacznymi nieprawidłowościami w zakresie związków z innymi ludźmi.

## Typ krwotoczny
Histeria krwotoczna (Syndroma haemorrhagicum histrionicum). Prezentowane objawy to najczęściej wymioty krwią, krwotok z płuc lub objawy hemofilii. Osoby z tą formą zaburzenia wywołują krwawienia z nosa lub połykają krew zwierzęcą i wywołują wymioty.

## Typ brzuszny
Wędrująca operacja jamy brzusznej (Laparotomia migrans). Powodem operacji jest najczęściej podejrzenie niedrożności jelit, spowodowane połknięciem ostrego przedmiotu. Osoby z tą formą zaburzenia mają często bogate doświadczenie pacjentów chirurgicznych.

## Typ neurologiczny
Neurologiczny zespół diabelski (Syndroma neurologicum diabolicum). Symulowane objawy to napady bólów głowy, utraty świadomości i padaczkopodobne.

## Typ skórny
Symulacja dotyczy chorób skóry.

## Zastępczy zespół Münchhausena, zespół Münchhausena per procuram
Zastępczy zespół Münchhausena (ang. Münchhausen sydrome by proxy) dotyczy wywołania objawów opisanych powyżej przez inną osobę „pełnomocnika” nie tylko u siebie, ale również u dzieci. Na zastępczy zespół Münchhausena cierpią najczęściej matki, które albo wzmacniają istniejące dolegliwości albo wywołują objawy w identyczny sposób, jak w przypadku zespołu Münchhausena.